# Marigot (Dominique)
Pour les articles homonymes, voir Marigot.
Marigot est une ville de la Dominique, située dans la paroisse de Saint-Andrew, dans le nord de l'île.